# خانه کشتی ایران
خانه کشتی ایران یا سالن کشتی آزادی یک سالن مخصوص کشتی در مجموعه ورزشی آزادی تهران است.
این سالن که ظرفیت آن ۳۰۰۰ نفر می‌باشد مخصوص تمرین‌های تیم ملی کشتی فرنگی و آزاد و مسابقات داخلی ایران است، این سالن قبلاً بعنوان سالن تنیس روی میز مورد استفاده قرار می‌گرفته است.